# Шарков, Михаил Юрьевич
Михаил Юрьевич Шарков (род. 11 августа 1961, Москва) — артист балета, балетный педагог
, балетмейстер
; заслуженный артист Российской Федерации (1994).

## Биография
Родился 11 августа 1961 года в Москве.
Окончил Московское хореографическое училище (педагог П. А. Пестов).
В 1979 году был принят в трупу Большого театра, где в его репертуаре были партии: Петрушка, Меркуцио; Карен («Гаянэ»), Шут («Лебединое озеро»), Шут («Легенда о любви»), Блудный сын («Блудный сын»), Золотой божок («Баядерка»), Пан («Вальпургиева ночь» балетная сцена из оперы «Фауст»), Чиполлино («Чиполлино»), Джеймс («Сильфида»), принц («Щелкунчик»), Сарацинский танец («Раймонда»).
Доцент кафедры классического и дуэтного танца МГАХ. Среди учеников: Дмитрий Выскубенко, Дмитрий Смилевски, Михалкин Макар Сергеевич, Клименко Данила Павлович, Джумалиев Ратмир Нурланулы.

## Награды
- Медаль «За труды в культуре и искусстве» (8 февраля 2024 года) — за большой вклад в развитие отечественной культуры и искусства, многолетнюю плодотворную творческую деятельность[6]
- Заслуженный артист Российской Федерации (29 августа 1994 года) — за заслуги в области хореографического искусства[7]